# 261-й стрелковый полк

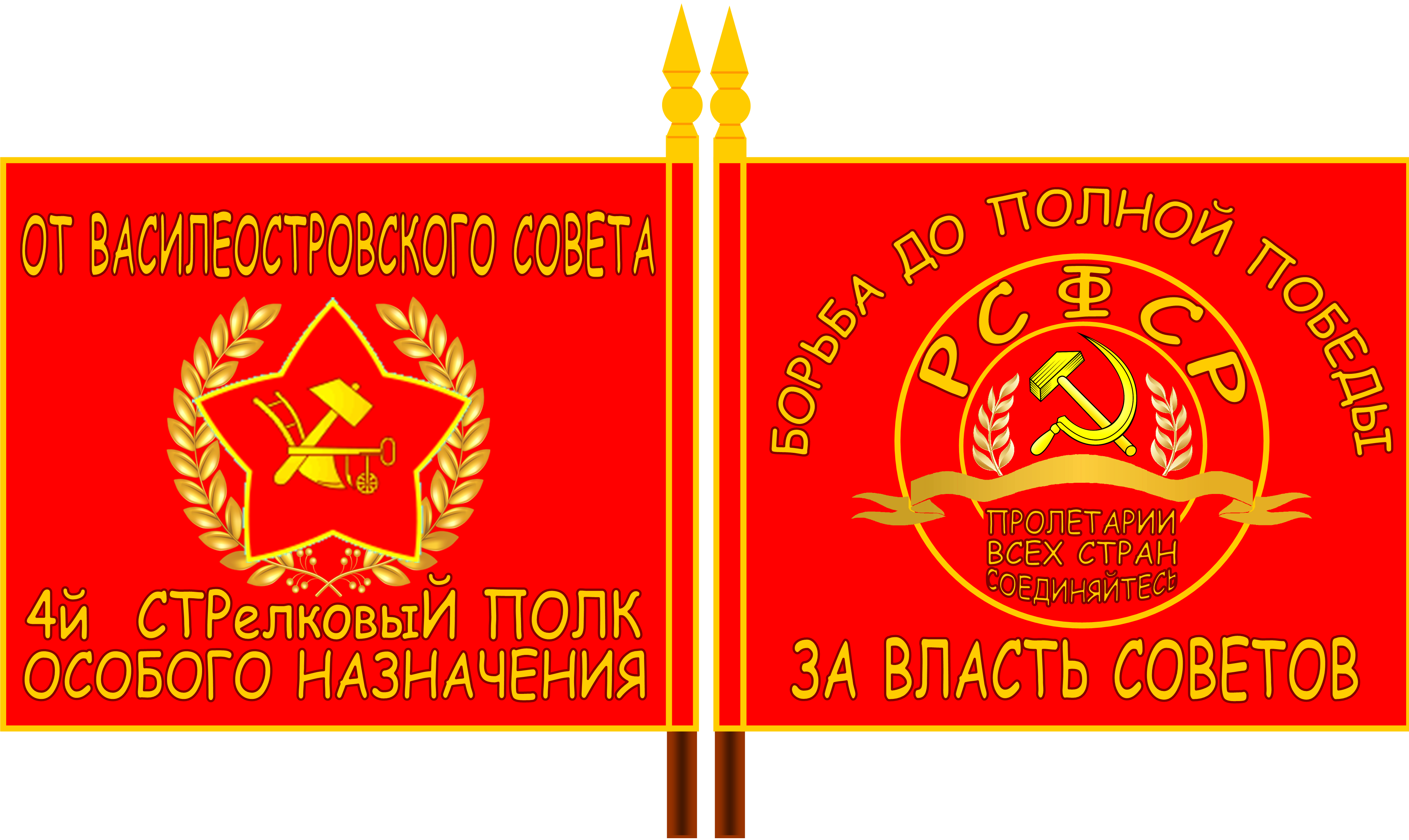
Знамя 4-го стрелкового полка обр.1918 года (реконструкция)

261-й Василеостровский стрелковый полк — воинское подразделение РСФСР в период Гражданской войны.

## Наименование
- 7 сентября 1918 года — 10 октября 1918 года — 4-й Василеостровский пехотный полк.[2]
- 11 октября 1918 года — 2 апреля 1919 года — 4-й Василеостровский стрелковый полк 30-й сд.[3]
- 2 апреля 1919 года — середина мая 1919 года — 4-й Василеостровский стрелковый полк 29-й сд, 87-я стрелковая бригада.[4][5]
- середина мая 1919 года — 1 марта 1920 года — 261-й стрелковый полк.[4][5][6]
- 1 марта 1920 года — декабрь 1920 года — 261-й Василеостровский стрелковый полк.[7]

## Подчинение
- Восточный фронт, 3-й армия, 4-я Уральская дивизия, 2-я бригада — с 13.09.1918 года.[2]
- Восточный фронт, 3-й армия, 30-й стрелковая дивизия, 2-я бригада[8] — с 11.11.1918 года.[9]
- Восточный фронт, 3-й армия, 29-й стрелковая дивизия, 87-я стрелковая бригада — с 02.04.1919 года.[4][10]
- Кавказский фронт, 8-я армия, 40-я стрелковая дивизия — с 15.02.1920 года.[4][11]
- Беломорский ВО, затем Сибирский ВО, 21-я стрелковая дивизия, 62-я стрелковая бригада — с февраля 1921 года до полного расформирования 31.12.1921 г.[12]

## Состав и численность

### на 07 сентября 1918 года[2]
Всего — 637 человек, из них:
- 1 рота — 198 человек;
- 2 рота — 261 человек;
- 3 рота — 178 человек.

### на 26 марта 1919 года[13]
Всего — 1361 человек.

## Командный состав

### Командиры полка
- В.П. Чехмарев — август 1918 года[4]
- Башкирцев — сентябрь 1918 года[2]
- И.Н. Шеин — с ноября 1918 года[2]
- Александр Артамонов — с апреля 1919 года[14]

### Комиссары
- О. Валейшо — сентябрь 1918 года[2]
- В.О. Катков — март 1919 года[13]

### Командиры батальонов
- Воронцов, Василий Григорьевич — с апреля 1919 года[15]

#### 1 батальон
- Одиноков — пропал без вести 13 сентября 1918 года[2]
- Павел Глухов — с 13 сентября 1918 года[2]
- Александр Артамонов — с 15 сентября 1918 года[2]

#### 2 батальон
- Пюрковский — сентябрь 1918 года[2]
- Артемий Щербаков — с 13 сентября 1918 года[2]

#### 3 батальон
- Иванов — пропал без вести 11 сентября 1918 года[2]
- Лебедев — с 11 сентября 1918 года[2]

### Командиры рот
- Воронцов, Василий Григорьевич — с января 1920 года[15]

### Начальники саперной команды
- Скоробогатов, Ефим Федорович — до 1 июня 1919 года[16]

## Формирование
В соответствии с приказом и по плану Василеостровского районного военного комиссариата города Петроград в сентябре 1918 года одновременно с 1-м Василеостровским рабочим резервным полком (впоследствии 2-й Петроградский полк особого назначения, а затем 17-й стрелковый полк 2 стрелковой дивизии) из числа добровольцев — рабочих района был сформирован 4-й Василеостровский пехотный полк. Первым командиром полка назначен Чехмарев В. П. Перед отправкой на фронт руководством Василеостровского совета полку было вручено боевое знамя. В отличие от 1-го, который остался для прохождения обучения, 4-й Василеостровский пехотный полк сразу, после формирования в сентябре 1918 года, был направлен через станцию в городе Вятка на Восточный фронт и по прибытии вошёл в состав 4-й Уральской дивизии. В это время полком командует Башкирцев, комиссаром назначен О. Валейшо.

## Боевые действия

### 1-й этап —Восточный фронт
С 29 ноября 1918 года по 6 января 1919 года полк участвовал в составе 30-й стрелковой дивизии в Пермской оборонительной операции. Итогом операции явилось масштабное отступление за Каму и сдача Перми.
В период февраль — май 1919 года полк участвовал в боевых действиях в районе города Глазова.
С 25 мая по 12 июня 1919 года в составе 29-й стрелковой в Сарапуло-Воткинской операции.
С 21 июня по 1 июля 1919 года в Пермской наступательной операции.
С 5 июля по 20 июля 1919 года в Екатеринбургской операции. С 20 августа по 3 ноября 1919 года в Петропавловской операции.
После разгрома армии Колчака полк был отправлен на запад.

### 2-й этап —Кавказский фронт(Юго-Восточный фронтдо 16.01.1920 г.)
5 ноября 1919 года командование полка получило приказ подготовиться к выводу с линии фронта.
С 16 ноября 1919 года полк в составе 87-й бригады приступил к переброске на Юго-Восточный фронт. 22 января 1920 года полк был незамедлительно введен в состав 1-й бригады 40-й стрелковой дивизий 8-й армии Кавказского фронта.
28 января 1920 года полк находился в район станции Ольгинская в готовности наступлению, но в результате образовавшегося прорыва между 1-й и 3-й бригадами дивизии, противнику удалось конной массой в 3 тысячи сабель окружить и разбить две бригады.
15 февраля 1920 года, в связи с большой потерей личного состава в период проведения операции с 17 по 28 января 1920 года по форсированию Дона и занятию стратегически важных населенных пунктов, приказом командарма бригада была расформирована, части её поступили на пополнение 40-й стрелковой дивизий.

## Награждённые

### Орденом Красного знамени
- Галифонов Янкер — Военнослужащий 261-го стрелкового полка, Приказ РВС № 77: 1920 год.[25]
- Молвинский Василий — Красноармеец 261-го стрелкового полка, Приказ РВС № 77: 1920 год.[26]

## Люди связанные с полком
- Доценко Н. П. (20.12.1902 — 13.06.1942) — советский военачальник, полковник, командир 38-й стрелковой дивизии. С ноября по декабрь 1918 года служил командиром взвода роты 261-го стрелкового полка.